# Kup europskih prvaka 1959./60. (košarka)
Ovo je treće izdanje Kupa europskih prvaka u košarci. ASK Riga treći put uzastopno postala je prvakom. Sudjelovala je 21 momčad. Nakon kvalifikacijskog turnira igrane su osmina završnice, četvrtzavršnica, poluzavršnica i završnica. Jugoslavija je imala jednog predstavnika: ljubljansku AŠK Olimpiju. Tijekom izbacivanja igrane su dvije utakmice i nije bio važan broj pobjeda (moglo je biti 1:1) nego razlika u pogocima.

## Turnir

### Poluzavršnica
- Dinamo Tbilisi -  Polonia Varšava 88:65, 64:61
- ASK Riga -  Slovan Orbis Prag 82:55, 69:59

### Završnica
- Dinamo Tbilisi -  ASK Riga 51:61, 62:69

- europski prvak:  ASK Riga (treći naslov)
  - sastav ([1]): Maigonis Valdmanis, Valdis Muižnieks, Juris Kalniņš, Gundars Muižnieks, Oļģerts Hehts, Ivars Vērītis, Alvils Gulbis, Jānis Krūmiņš, Leons Jankovskis, Jānis Dāvids, Teobalds Kalherts, Andrejs Bergs, Aivars Leončiks, trener Aleksandr Gomel'skij